# Kroktjärnen (Järna socken, Dalarna, 672113-141044)
Kroktjärnen är en sjö i Vansbro kommun i Dalarna och ingår i Dalälvens huvudavrinningsområde.